# Ippolito Nievo Albertelli
Ippolito Nievo Albertelli (Parma, 6 dicembre 1901 – Firenze, 12 marzo 1938) è stato un violoncellista italiano.

## Biografia
Di famiglia molto conosciuta nella città emiliana, Ippolito Nievo (il suo nome venne dato in onore al noto eroe garibaldino) era figlio dell'ingegnere e politico Guido Albertelli, tra i fondatori del Partito Socialista Italiano al I Congresso di Genova del 1892 nonché deputato per il collegio di Parma nord nella XXI, XXIV e XXV legislatura del Regno d'Italia; e di Angiolina Gabrielli, donna colta e amante di musica e di pittura, laureata in lettere a Bologna col Carducci e sua assistente per diversi anni, divenuta poi docente di italiano alle Scuole Magistrali di Parma; i suoi fratelli sono Pilo, filosofo e attivista antifascista, fu ucciso dai nazisti nell'eccidio delle Fosse Ardeatine e Nullo, ingegnere collaboratore del padre in diversi progetti.
Completati gli studi musicali nel Conservatorio di Parma nel 1921 (fu allievo del maestro Gilberto Crepas), si spostò a Berlino per perfezionarsi alla Hochschule, nella scuola diretta del maestro Hugo Becker, e iniziando con successo la sua carriera musicale dalla Germania e continuandola successivamente in Italia. Infatti nel corso degli anni, si vide impegnato in una serie di concerti in diverse città, tra cui si ricorda quelle di Milano, Roma, Torino, Parma, Firenze, Napoli, Lucca e in molte altre località italiane, esibendosi tra le più importanti "istituzioni musicali" dell'epoca; come la Sala Sgambati dell'Accademia Filarmonica Romana, la Sala Accademica di S. Cecilia a Roma e il Teatro Reinach di Parma.
Seguirono poi una serie di concerti in America del Sud, da Lima a Buenos Aires, e, rientrato in patria, lo vollero a Siracusa per suonare in concerto alle Latomie, in occasione di un ricevimento offerto ai Reali d'Italia.
Il suo repertorio in concerto fu molto vasto, spaziando tra le musiche di Ludwig van Beethoven, Luigi Boccherini, Robert Schumann, Anton Rubinstein, Franz Schubert, Paul Hindemith, Gabriel Fauré, Stephan Davydov, Victor Herbert, Anton Rubinstein e molti altri.
Nella sua breve ma intensa carriera venne considerato per perizia tecnica uno dei massimi esponenti tra i violoncellisti italiani.
Riuscì a farsi ammirare per le sue elevatissime qualità di virtuoso e di interprete, doti messe in rilievo dalla critica musicale dell'epoca, sin dai primi concerti in Italia. Viene ricordato per la sua tecnica eccellente in particolare alla sua straordinaria potenza di cavata, capace di ottenere dal suo violoncello suggestive e struggenti vibrazioni. Non si fermò mai sulle posizioni conquistate dal successo, mirando sempre più in alto, e nella continua ricerca del perfezionamento.
Nel 1933 vinse i concorsi per diventare "Professore di violoncello" nei Conservatori Roma e di Parma, optando per la sua città natale, fino al 1937, quando passò "Titolare di cattedra di violoncello" al Regio Conservatorio di Musica "Luigi Cherubini" di Firenze.
Contemporaneamente venne nominato direttore artistico del Gruppo Universitario Musicale Parmense, e negli ultimi mesi di vita fece parte del Quartetto di Firenze.
Morì improvvisamente il 12 marzo 1938 all'età di 36 anni, dopo una breve malattia. Il suo corpo fu tumulato nel Cimitero della Villetta nella Cappella del Conservatorio di Parma.